# Phanaeus palliatus
Phanaeus palliatus är en skalbaggsart som beskrevs av Sturm 1843. Phanaeus palliatus ingår i släktet Phanaeus och familjen bladhorningar. Inga underarter finns listade i Catalogue of Life.